# Walter Klein (Musiktheoretiker)
Walter Klein (auch Walther Klein; * 23. Juni 1882 in Brünn; † 17. August 1961 in San Anselmo, Kalifornien) war ein österreichischer Musiktheoretiker, Musikpädagoge und Komponist.

## Leben und Werk
Walter Klein studierte zunächst Jura. Seit 1900 lebte er in Wien und studierte dort bei Otto Kitzler, Oskar C. Posa und Bruno Freiherr von Morpurgo. Er wirkte dann in Wien als Lehrer für Musiktheorie.
Walter Klein emigrierte 1939 in die Vereinigten Staaten. Er wirkte dort als Musiktheorie- und Kompositionslehrer am Presbyterian Theological Seminary in San Anselmo sowie am Mills College in Oakland. Er wurde am 12. Januar 1939 aus der Reichsmusikkammer ausgeschlossen, was einem Berufsverbot gleichkam. Er wurde 1941 in das Lexikon der Juden in der Musik von Herbert Gerigk und Theophil Stengel aufgenommen und war somit de facto von der Rückkehr nach Deutschland ausgeschlossen.
Klein komponierte Der Müllerin Reu für Sprecher, zwei Solostimmen und Orchester, das Melodram Invokation, Lieder und Gesänge, das Streichquartett Es-dur, die Violinsonate F-Dur sowie Klavierstücke. Er verfasste Opernübersetzungen, die Harmonielehre für Vorgeschrittene (Innsbruck 1923, 2. Auflage) sowie Schriften zur Metaphysik der Tonkunst.